# Hymenaea aurea
Hymenaea aurea är en ärtväxtart som beskrevs av Lee och Langenh. Hymenaea aurea ingår i släktet Hymenaea och familjen ärtväxter. Inga underarter finns listade i Catalogue of Life.